# Biville-la-Baignarde

Biville-la-Baignarde este o comună în departamentul Seine-Maritime, Franța. În 1 ianuarie 2022 avea o populație de 658 de locuitori.